# Panicheri Gap
Das Panicheri Gap (englisch; bulgarisch Паничерска седловина Panitscherska sedlowina) ist ein 2100 m hoher, vereister und abgeflachter Bergsattel im westantarktischen Ellsworthland. Im nordzentralen Teil der Sentinel Range  des Ellsworthgebirges verbindet er die Bangey Heights im Norden mit den Maglenik Heights im Süden. Er stellt einen Teil der Wasserscheide zwischen dem Kopsis-Gletscher im Osten und dem Ellen-Gletscher im Westen dar.
US-amerikanische Wissenschaftler kartierten ihn 1988. Die bulgarische Kommission für Antarktische Geographische Namen benannte ihn 2011 nach der Ortschaft Panitscheri im Süden Bulgariens.